# Quartier Saint-Victor

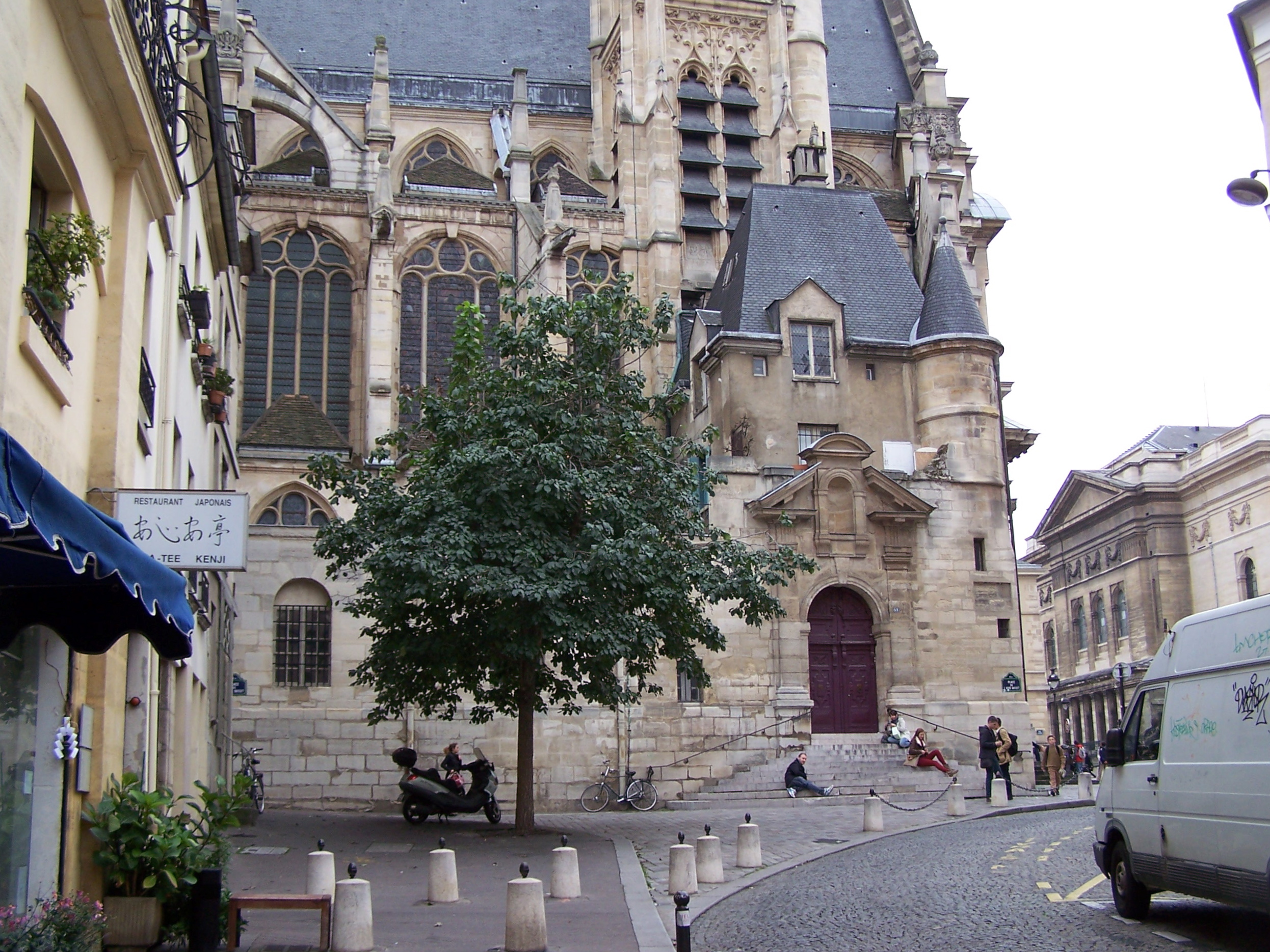
Rue de la Montagne-Sainte-Geneviève

Quartier Saint-Victor (čtvrť Svatý Viktor) je 17. administrativní čtvrť v Paříži, která je součástí 5. městského obvodu. Má rozlohu 60,4 ha a ohraničují ji ulice Rue Cuvier na jihovýchodě, Rue Lacépède na jihu, Rue Descartes, Rue de la Montagne-Sainte-Geneviève a Rue des Grands Degrés na západě. Severní hranici tvoří řeka Seina.
Čtvrť byla pojmenována po bývalém předměstí sv. Viktora (Faubourg Saint-Victor), které se v těchto místech rozkládalo.

## Vývoj počtu obyvatel
| Rok sčítání | Počet obyvatel | Hustota zalidnění (ob./km²) |
| ----------- | -------------- | --------------------------- |
| 1954        | 24 720         | 40 927                      |
| 1962        | 21 815         | 36 175                      |
| 1968        | 18 336         | 30 358                      |
| 1975        | 14 580         | 24 139                      |
| 1982        | 12 460         | 20 629                      |
| 1990        | 12 311         | 20 382                      |
| 1999        | 11 661         | 19 306                      |